# Buzuluk
Buzuluk (ru. Бузулук) este un oraș din Regiunea Orenburg, Federația Rusă care a avut o populație de 87.286 locuitori în 2002. Așezarea a fost înființată în 1736 drept fortăreață. 